# Ella Asbeha
Kaleb (c.520) est le roi d'Aksoum dont l'histoire est probablement la mieux documentée. Procope de Césarée l'appelle Hellestheaios, une variante de son nom de règne Ella Atsbeha ou Ella Asbeha, déformé en Elesbaan ; Jean Malalas et Jean de Nikiou l'appellent Andas et Jean d'Éphèse Aidog. Selon Jacqueline Pirenne il règne vers 518-525 
Il est considéré comme saint par les chrétiens ; selon les sources, il est fêté localement  le 15 mai ou le 27 octobre par l'Église catholique romaine, et le 24 octobre par les Églises orthodoxes.

## Histoire et tradition
Sur les monnaies frappées à son effigie retrouvées à Aksoum ainsi que sur les sources hagiographiques éthiopiennes, il détient le titre de fils de Tazena. Pour certains historiens, il serait Saizana, frère d'Ezana. Il pourrait aussi correspondre à l'"Atsbeha" ou "Asbeha" des légendes éthiopiennes d'Abreha et Asbeha.
Procope de Césarée, Jean d'Éphèse, et d'autres historiens de l'époque relatent son invasion du Yémen, autour de l'année 520, contre le roi Himyarite Yusuf Asar Yathar (aussi connu sous le nom de Dhu Nuwas) de confession juive et qui persécutait les chrétiens dans son royaume. Après d'âpres combats, les soldats de Kaleb mirent en déroute l'armée de Yusuf et tuèrent le roi. Kaleb nomma Sumuafa' Ashawa', un autochtone chrétien, vice-roi d'Himyar. Néanmoins, ce dernier se déclare indépendant aussitôt après. Kaleb lance contre lui deux expéditions militaires, qui échouent à le ramener à l'ordre.
Son intervention pour protéger les chrétiens, fut la raison de sa canonisation au XVIe siècle par le cardinal Caesar Baronius qui l'ajouta dans son édition du Martyrologe sous le nom Saint Elesbaan, bien qu'il fût non-chalcédonien.
La mainmise d'Aksoum sur le Sud de la péninsule arabique dura jusqu'en 525, quand Sumuafa' Ashawa' fut déposé par Abraha, qui s'autoproclama roi. Procope mentionne un certain nombre de tentatives infructueuses de Kaleb afin de rétablir son autorité sur ces territoires d'outremer. Seul le successeur de Kaleb fut à même de concrétiser la paix avec Abraha qui reconnut l'autorité d'Aksoum et versa un tribut.